# Gdańsk Osowa
Gdańsk Osowa – stacja kolejowa w Gdańsku, w dzielnicy Osowa, przy ul. Barniewickiej 60a, na liniach kolejowych: nr 201, 235 i 248.

## Ruch pasażerski
| Rok  | Wymiana pasażerska na dobę |
| ---- | -------------------------- |
| 2017 | 1 000-1 500                |
| 2022 | 700-999                    |

## Położenie
Stacja znajduje się w dzielnicy Osowa, przy ul.  Barniewickiej 60a. Jest położona na zachód od Obwodnicy Trójmiasta na wysokości ok. 150 m n.p.m.. Przed stacją znajduje się plac, na którym mieści się pętla autobusowa wykorzystywana przez linie autobusowe nr 179, 210 oraz nocną N1. Do stacji docierają ponadto autobusy linii 169 oraz 269. Pętla autobusowa została zmodernizowana i oddana do użytku w 2022. Na terenie pętli znalazło się miejsce na 3 odseparowane perony autobusowe (2 kierunkowe, 1 końcowy), a także na 4 miejsca postojowe dla autobusów. Wiata przystankowa w kierunku Oliwy została wyposażona w tablicę systemu informacji pasażerskiej.

## Historia

### Geneza
Linia kolejowa nr 201, na której znajduje się stacja Gdańsk Osowa, jest północnym fragmentem międzywojennej Magistrali Węglowej. Linia ta łączyła Śląsk z Portem w Gdyni omijając terytorium Wolnego Miasta Gdańsk.
Jedynym wykorzystanym odcinkiem istniejącej wcześniej linii kolejowej był krótki odcinek linii kolejowej Kościerzyna – Kartuzy, a dokładniej 13,5 km odcinek pomiędzy Gołubiem Kaszubskim a Somoninem. Dodatkowo tuż po I wojnie światowej powstały odcinki omijające Wolne Miasto Gdańsk łączące Kokoszki z Gdynią. Jednakże wielki pośpiech, w którym powstały te linie spowodował, że nadawały się one jedynie do ruchu lokalnego i wojskowego. W 1921 powstała pierwsza stacja Osowa, znajdująca się na terenie wsi Wysoka (od 1973 część gdańskiej dzielnicy Osowa).
W 1920 polski rząd ustalił ogólny zarys głównych tras transportowych w Polsce. Za priorytet uznano połączenie zagłębi górniczych z Warszawą, Gdańskiem, Hrubieszowem i Koninem. Projekt ten będący tylko ogólnym zarysem stał się bazą dla projektów szczegółowych, które powstały w latach 1926–1928.
Ze względu na wrogą postawę władz Gdańska wobec Polski i trudności związanych z eksploatacją portu w Gdańsku, 23 września 1922 Sejm uchwalił decyzję o budowie portu w Gdyni, a dokładniej na terenach pomiędzy wsiami Oksywie i Gdynia. Problemem w eksploatacji portu był jednak brak dojazdu koleją bez konieczności przejazdu przez terytorium WMG. Dodatkowym impulsem do budowy magistrali ułatwiającej eksport drogą morską była wojna celna między Polską a Niemcami.
Wiosną 1929 rozpoczęto budowę zabudowań dworcowych według projektu inż. Tatarczucha.

### 1930–1945
Obecna stacja Gdańsk Osowa wraz z magistralą węglową łączącą Śląsk z portem w Gdyni została otwarta 9 listopada 1930 pod nazwą Osowa. Przełączenie torów na nowy przedbieg nastąpiło w nocy z 8 na 9 listopada. Tego samego dnia uruchomiono biegnący z Owczarni nowy odcinek linii kolejowej z Kokoszek, przez co nowa Osowa od razu stała się lokalnym węzłem kolejowym. Na stację przeniesiono personel z poprzedniej stacji Osowa.
We wrześniu 1939 po agresji Niemiec na Polskę nazwa stacji została zmieniona na Espenkrug. Stacja pozostawała czynna przez cały okres wojny i okupacji. Według niemieckich planów, w pobliżu linii 201 miały powstać nowoczesne osiedla, natomiast sama stacja byłaby węzłem kolej podmiejskiej.

### 1945–1989

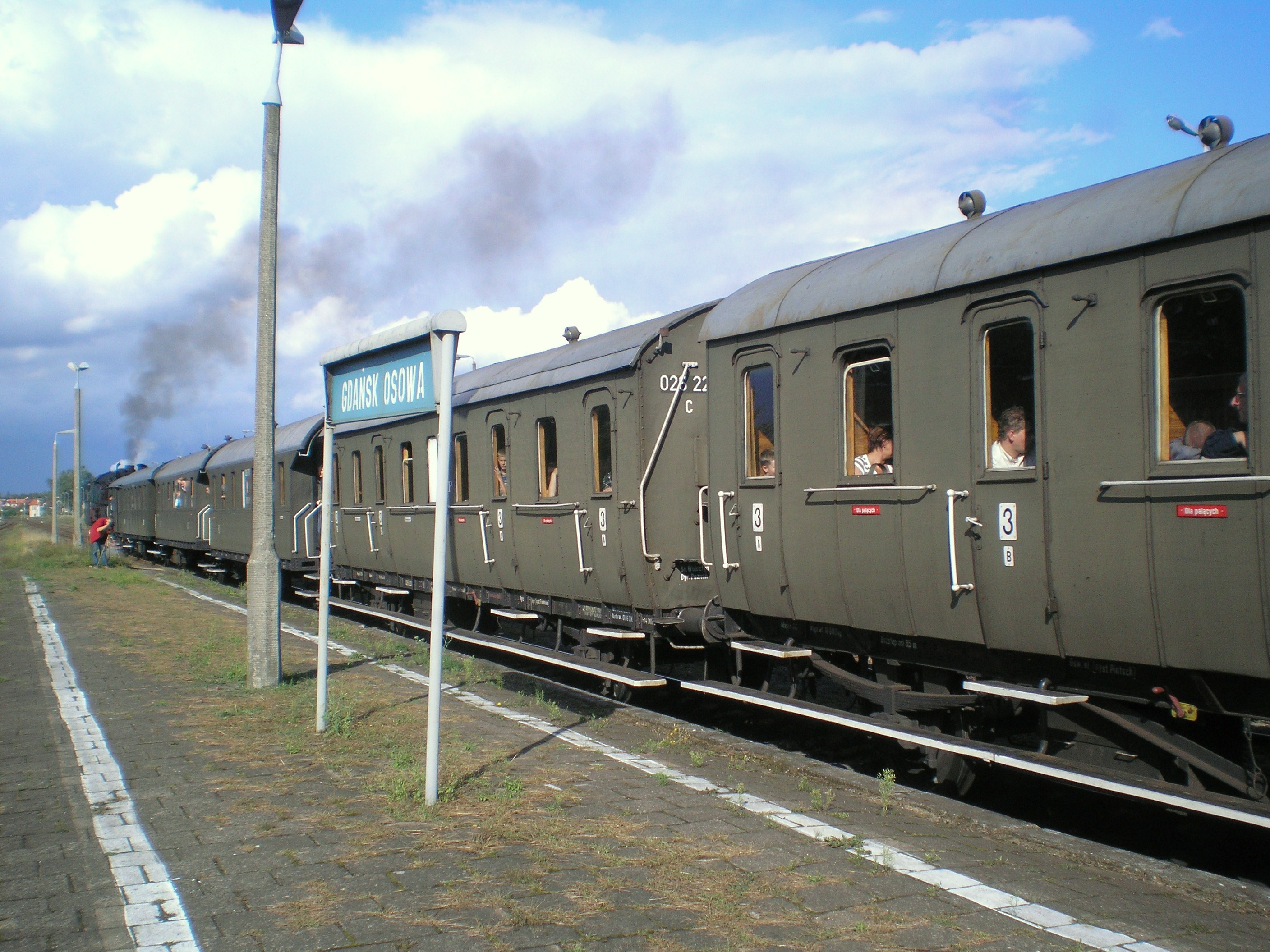
Skład okolicznościowy, w zestawieniu i malowaniu typowym dla lat powojennych, 2007

Już po przejęciu władzy na Pomorzu przez polską administrację rozpoczęły się prace związane z odbudową zniszczonej infrastruktury. Stacja Osowa została uruchomiona już we wrześniu 1945. Cała linia została przydzielona do DOKP w Gdańsku, która została podzielona na strefy odpowiedzialne za odbudowę na swoim terenie. Linią nr 201 zajmowały się jednostki Bydgoszcz, Gdynia  i Kościerzyna. Problemem okazała się jednak umowa koncesyjna, która dawała Francusko-Polskiemu Towarzystwu Kolejowemu koncesję do 1975. Ostatecznie umowę udało się wypowiedzieć dopiero 10 maja 1947. W 1947 Osowa ponownie stała się węzłem, gdyż przywrócono ruch pomiędzy Kokoszkami a Gdynią. 1 lipca 1949 odwołano militaryzację kolei przez co przywrócono, w miarę możliwości, normalną pracę kolei. W tym samym czasie przywrócono przejezdność linii nr 201. 15 lutego 1948 niedaleko posterunku Krykulec (obecnie na terenie miasta Gdynia) zdarzył się wypadek. Pociąg towarowy prowadzony lokomotywą Ty246, prowadzony przez niedoświadczonego, niezaznajomionego ze szlakiem maszynistę, na skutek wyczerpania powietrza w hamulcach wjechał na tył innego pociągu niszcząc 16 wagonów. W 1949 pomiędzy Osową a Gdynią zostały wybudowane tory łapankowe według projektu inż. Köpcke
W latach 60. szybki rozwój przemysłu spowodował zwiększenie przewozów na linii 201 pomiędzy Gdynią Główną i Kościerzyną. W rozkładzie z 1964/65 pomiędzy tymi miastami kursowało 6 par pociągów osobowych. Natomiast według rozkładu jazdy z 1966–1967 przez Osowę jeździło 13 par pociągów Gdynia – Kościerzyna.
1 stycznia 1973 wieś Osowa znalazła się w granicach Gdańska, w związku z czym nazwa stacji została zmieniona na Gdańsk Osowa. Tego samego dnia zamknięto ruch pasażerski na linii do Kokoszek, w związku z czym Gdańsk Osowa przestał być stacją węzłową, stając się tym samym mijanką. W tym samym roku rozebrano fragment tej linii znajdujący się na odcinku Kokoszki – Klukowo, ponieważ przecinał on pas startowy planowanego lotniska.

### po 1989

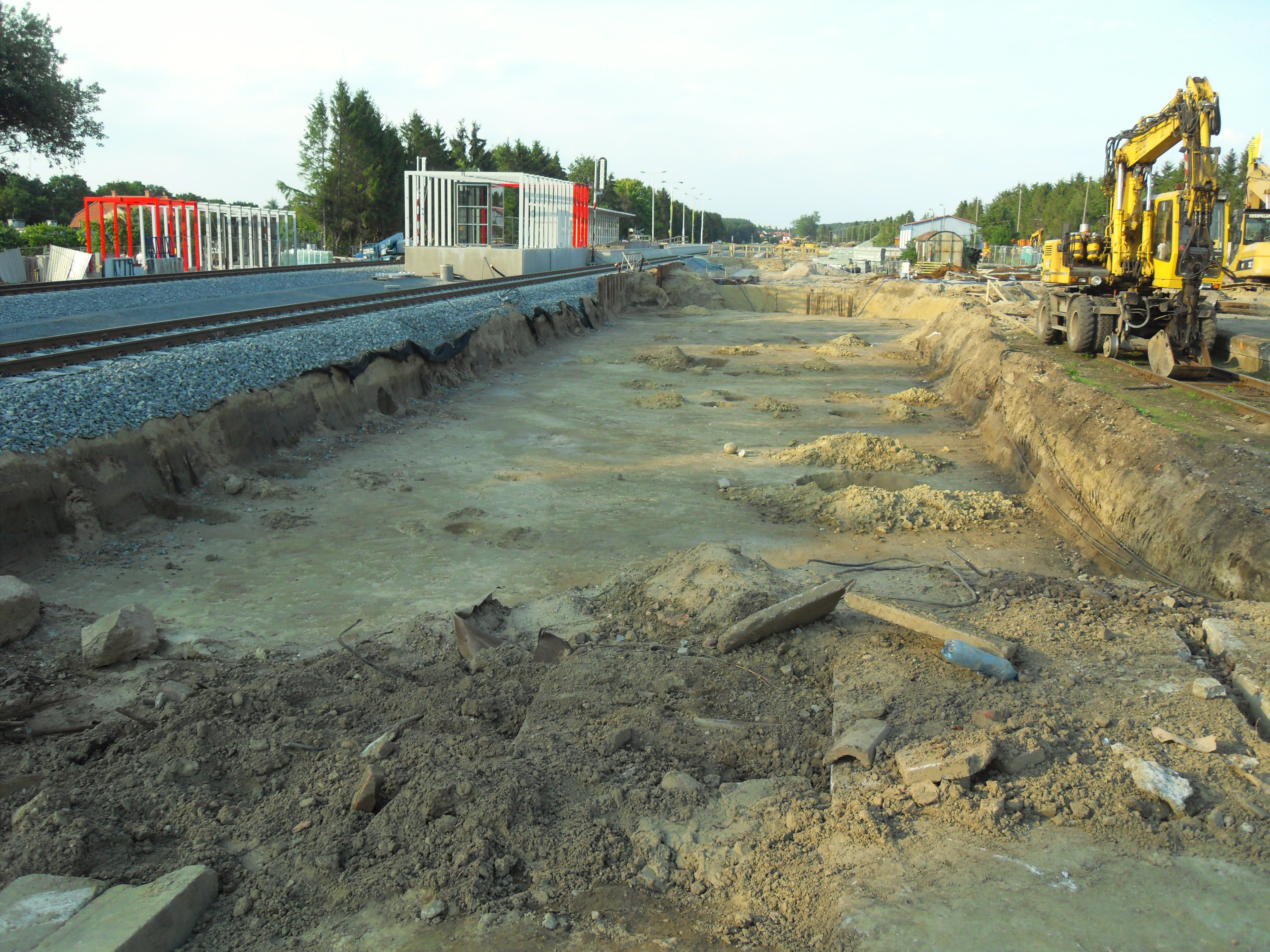
Przebudowa stacji, 2015

W 1992 pojawiły się pierwsze spalinowe zespoły trakcyjne na linii 201. Były to dwuwagonowe pojazdy serii SA101 (001, 002, 003), które okazały się zbyt małe jak na trasę, po której niewiele wcześniej kursowały pociągi zestawione z wagonów piętrowych. Dodatkowo szynobusy były dość awaryjne („choroby wieku dziecięcego”), w związku z czym pojazdy te wkrótce trafiły na mniej frekwencyjne połączenia do Czerska i Chojnic. W 1994 wprowadzono nowe SZT na linii Gdynia – Kościerzyna. Były to pojazdy z serii SA102, ale i one nie były długo stosowane na tej trasie, najpierw obsługiwały połączenia mniej uczęszczane przez podróżnych, wkrótce jednego przeniesiono do obsługi linii Chojnice – Tczew, drugi coraz częściej jeździł na trasie Gdynia – Hel.
24 września 1998 na trasie Gdańsk Osowa - Gdynia Główna odbyły się jazdy pokazowe niemieckiego spalinowego zespołu trakcyjnego VT644 TALENT.
W 2001 podczas powodzi w Gdańsku przez Gdańsk Osowę jeździły pociągi Intercity, gdyż przez kilkanaście dni linia przez Gdańsk Główny była nieprzejezdna. Był to tylko objazd, a nie planowa komunikacja.
1 stycznia 2010 została zamknięta kasa biletowa.

### Pomorska Kolej Metropolitalna
13 grudnia 2015 roku oficjalnie zakończono przebudowę stacji Gdańsk Osowa. W ramach inwestycji zbudowano dwa nowe perony o długości 160 metrów oraz zaaranżowano stację do standardów PKM, np. stawiając nowe wiaty w czerwonych barwach będących częścią aranżacji stacji linii PKM. Wszystko, z wyjątkiem prac torowych które wykonała PKP PLK, zostało wykonane przez spółkę PKM S.A. 

## Linie kolejowe
Gdańsk Osowa jest węzłem kolejowym. Zbiegają się tu cztery normalnotorowe niezelektryfikowane linie kolejowe: jednotorowa (dwutorowa w kierunku Gdyni) linia nr 201 Nowa Wieś Wielka – Gdynia Port Centralny, na której odbywa się ruch pasażerski (pociągi relacji Gdynia Główna – Kościerzyna) i towarowy, jednotorowa linia kolejowa nr 235 Kokoszki – Gdańsk Osowa, na której odbywa się wyłącznie ruch towarowy, dwutorowa linia kolejowa nr 248 Gdańsk Wrzeszcz – Gdańsk Osowa oraz jednotorowa łącznica 253 Gdańsk Osowa - Gdańsk Rębiechowo pozwalająca pociągom z linii nr 248 wyjechać w kierunku Kartuz i Kościerzyny bez konieczności zmiany czoła na stacji w Osowie.
Źródło:

## Infrastruktura

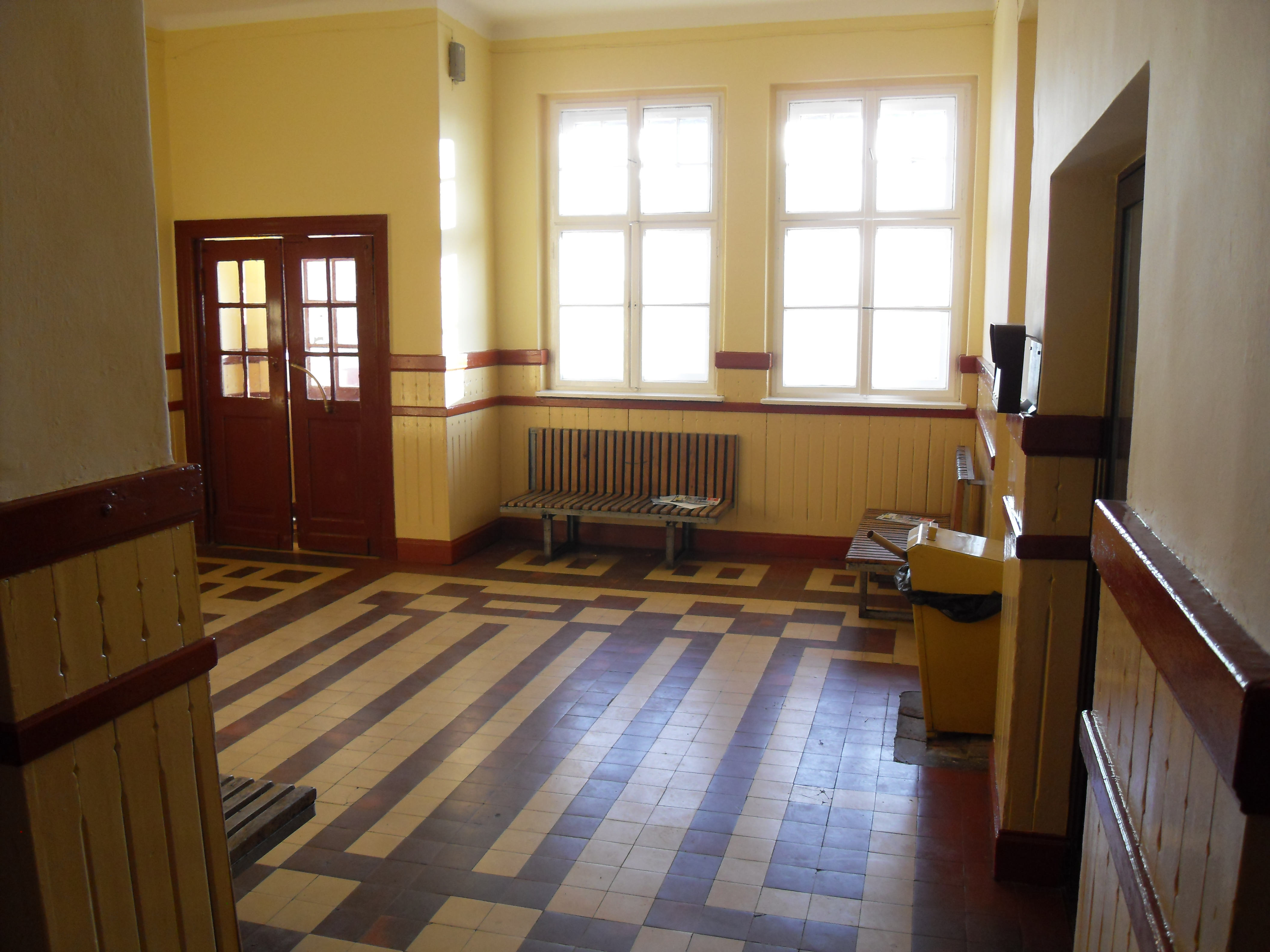
Wnętrze poczekalni, 2011

### Budynek dworca
Dworzec Gdańsk Osowa powstał w latach 30. XX wieku. Jest zbudowany w typowym dla tej linii stylu Bydgoszcz – Gdynia, charakterystycznym dla północnej części magistrali węglowej (podobne znajdują się np. w Gdyni Wielkim Kacku, Wieżycy czy Skorzewie). Zabudowania stacyjne zostały wykonane przez Francusko-Polskie Towarzystwo Kolejowe. Dworzec ma konstrukcję trójbryłową, w której największa z brył jest mieszkalna. Znajdują się tutaj mieszkania załogi stacji. Wejście do nich znajduje się w rogu budynku od strony placu przeddworcowego. Oprócz mieszkań na parterze znajduje się fragment poczekalni. Pomieszczenia mieszkalne nie mają z poczekalnią żadnego połączenia. W bryle środkowej znajduje się hala poczekalni, która częściowo wchodzi na "bryłę mieszkalną". Z hali jest wydzielone miejsce na kasę bagażową. W trzeciej bryle znajdują się dwa pomieszczenia: pokój naczelnika stacji oraz pomieszczenie, w którym znajdują się kasa biletowa, telegraf oraz nieczynna już nastawnia dysponująca Os. Nastawnia ta oraz kasa biletowa były dawniej obsługiwane przez jedną osobę. Kasę biletową zamknięto w 2010.
W 2016 miasto Gdańsk wyraziło zainteresowanie nieodpłatnym przejęciem budynku dworca na cele kulturalne (biblioteka).

### Perony

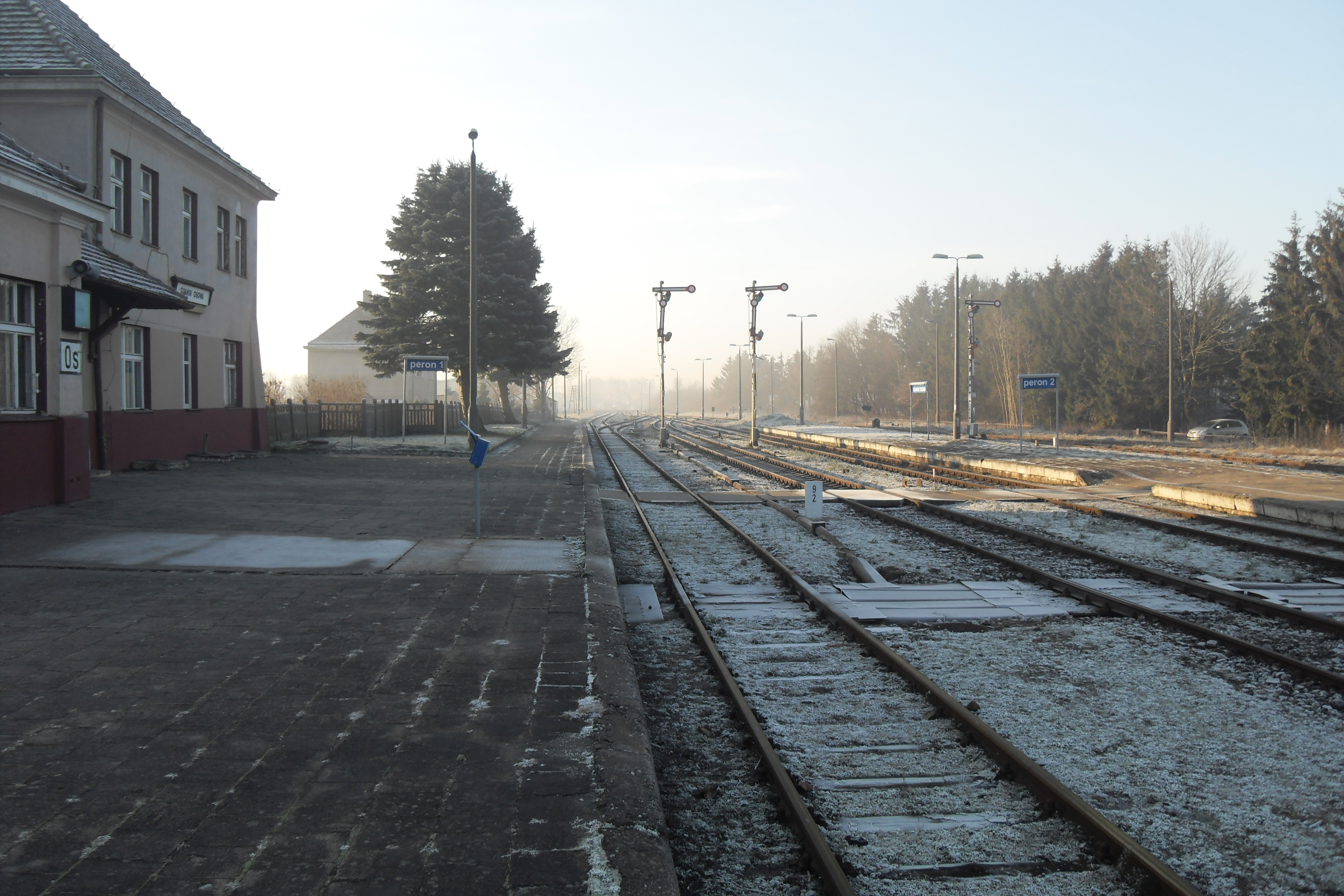
Archiwalny widok peronów, 2011

Przed modernizacją stacja posiadała dwa niezadaszone perony. Perony były pokryte płytami chodnikowymi. Peron pierwszy nie był używany – służył do 1973 do obsługi pociągów pasażerskich na linii 235. Peron drugi był przeznaczony do obsługi pociągów kursujących po linii 201, czyli pociągów relacji Gdynia Główna – Kościerzyna. Po modernizacji stacja posiada 2 częściowo zadaszone perony. Peron pierwszy służy do obsługi pociągów Gdańsk Wrzeszcz–Gdynia Główna/Kościerzyna/Kartuzy–Gdynia Główna, natomiast peron drugi jest używany do obsługi pociągów Gdynia–Kościerzyna/Kartuzy/Gdańsk Wrzeszcz.

### Pozostałe budynki
Na stacji Gdańsk Osowa znajduje się magazyn, do którego doprowadzona jest bocznica. Obok placu stacyjnego mieści się również nieczynna ziemianka. Przy głowicy stacji, od strony Gdyni znajduje się nastawnia dysponująca "Os", przemianowana z dawnej nastawni wykonawczej na której zabudowano nowe, komputerowe urządzenia sterowania ruchem kolejowym.

## Ruch pociągów

### Pociągi regionalne

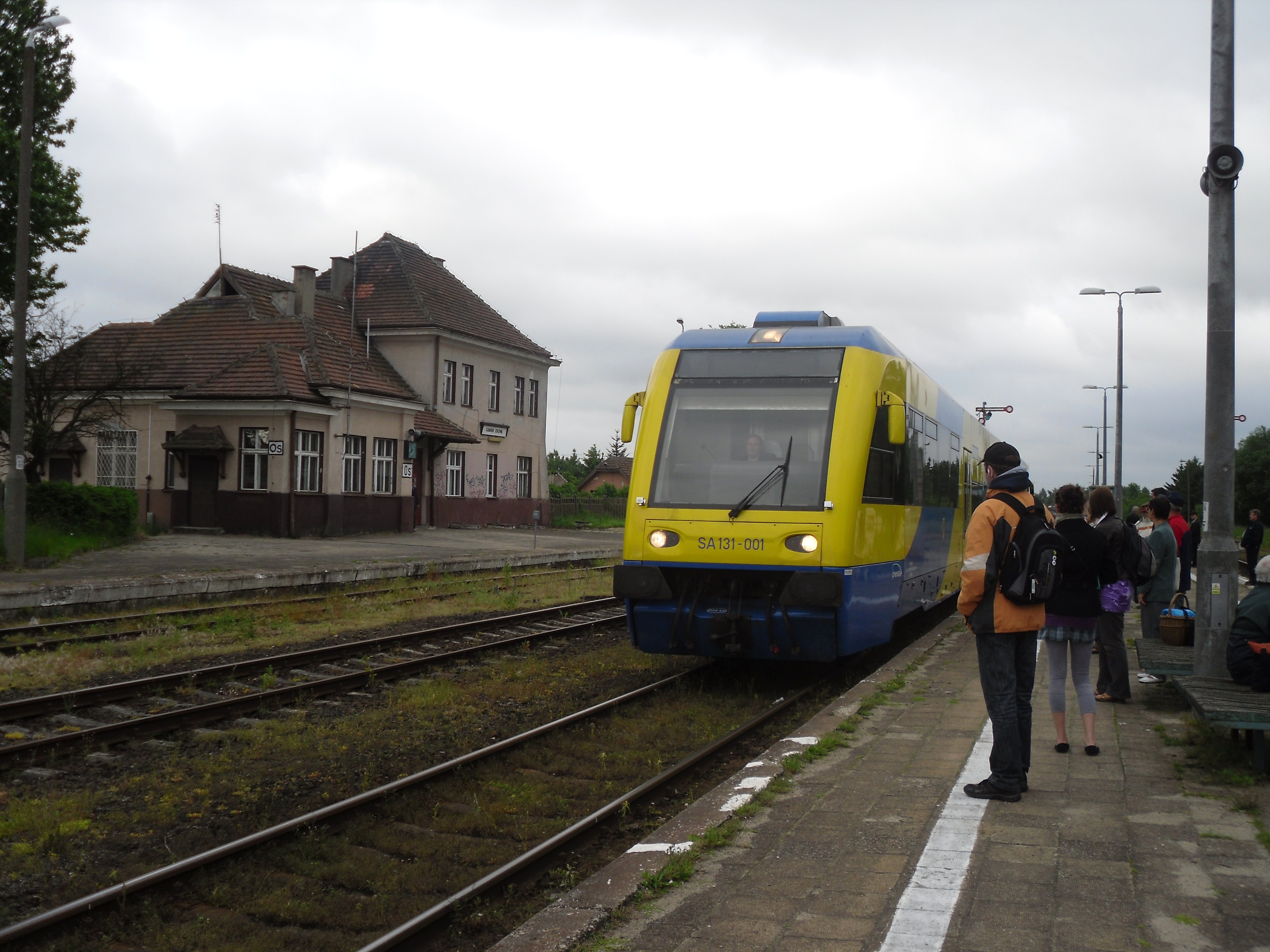
SA131 relacji Kościerzyna – Gdynia Główna, 2009

Przez stację Gdańsk Osowa kursują pociągi Polregio, w relacjach Gdynia Główna – Kościerzyna – Gdynia Główna oraz Gdańsk Wrzeszcz – Gdynia Główna.

### Pociągi dalekobieżne
Przez stację nie kursują pociągi dalekobieżne. Ostatni z nich – sezonowy pociąg pospieszny Gdynia-Wrocław Główny – przejechał tędy 30 sierpnia 1990. Przyczyną wycofania połączeń dalekobieżnych z tej linii była możliwość skrócenia czasów przejazdu między Gdynią a Bydgoszczą w przypadku skierowania ich linią zelektryfikowaną przez Gdańsk Główny.
Rozkład 2008/2009 ważny do 12 grudnia 2009 przewidywał co prawda kursowanie tędy wakacyjnego pociągu pospiesznego relacji Łeba/Hel – Katowice, jednakże ostatecznie połączenie to było realizowane przez Gdańsk Główny, co skróciło czas przejazdu między Gdynią a Bydgoszczą o 26 minut (w kierunku przeciwnym o 13 minut).
Do końca sezonu letniego 2012 przez Gdańsk Osowę przejeżdżały ponadto pociągi przyspieszone Arriva RP w relacji Bydgoszcz – Hel.

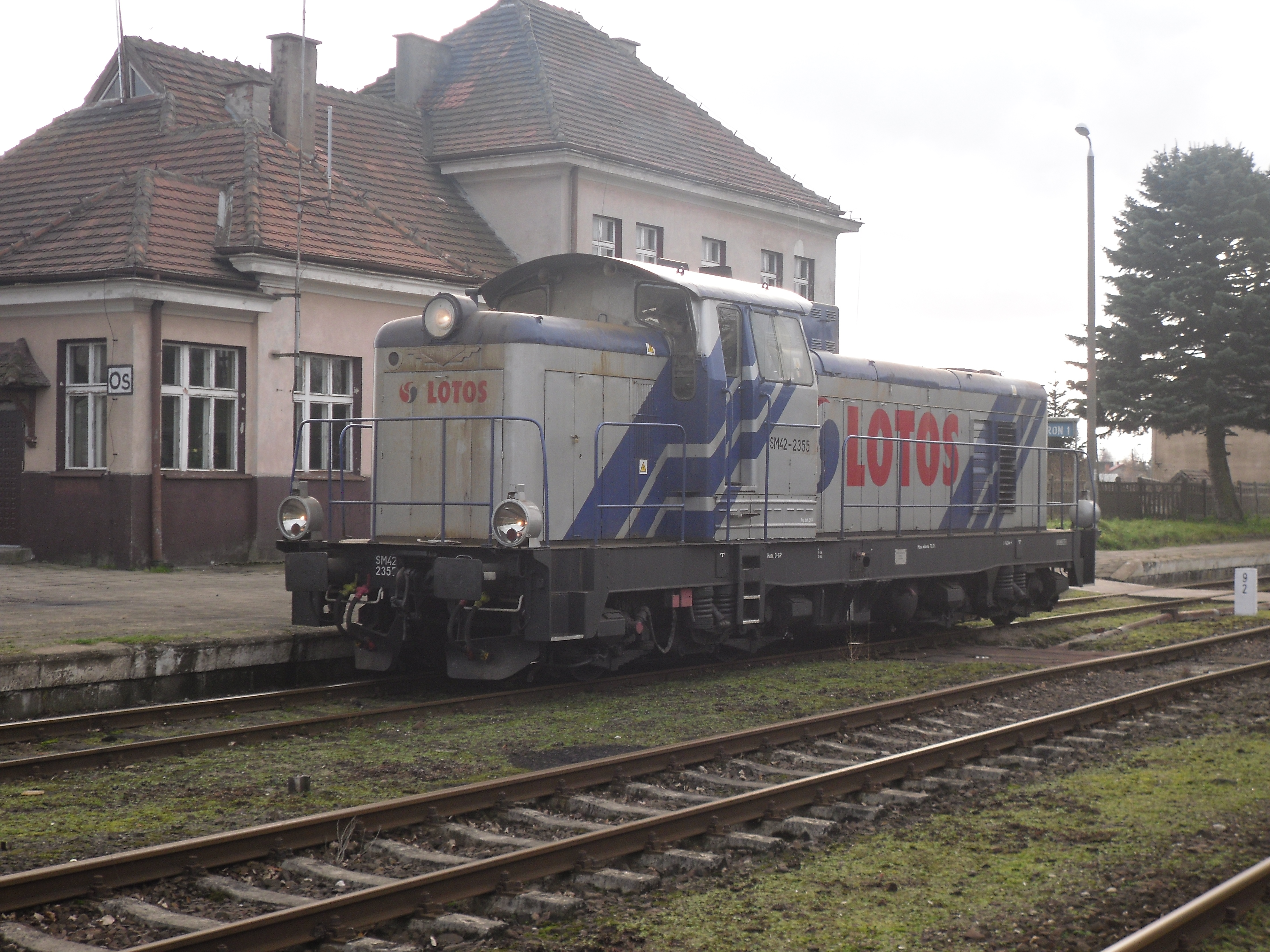
Lokomotywa Lotosu manewrująca na stacji, 2010

### Pociągi towarowe
Linia nr 201 zbudowana została głównie dla dalekobieżnego ruchu towarowego, który w dwudziestoleciu międzywojennym musiał zostać poprowadzony w sposób niewymagający opuszczenia kraju w celu dostępu do portu w Gdyni (Gdańsk wówczas był wolnym miastem). Jednakże jej znaczenie po II wojnie światowej i elektryfikacji połączenia przez Tczew w tym ruchu jest znikome. Linia ta obsługuje głównie ruch lokalny, związany z potrzebami przemysłu w powiatach kościerskim i bytowskim. Rola tej linii wzrasta podczas zakłóceń w ruchu na odcinku Tczew – Gdańsk lub Bydgoszcz – Tczew, bowiem stanowi alternatywę lub wzmocnienie tych połączeń. Północny odcinek linii 201 pomiędzy Gdańskiem Osową a Gdynią Główną używany jest również do dostaw do portu lotniczego (głównie paliwa lotniczego). Pociągi te obsługiwane są przez Lotos Kolej.
Dodatkowo przez magistralę jeżdżą pociągi innych prywatnych przewoźników.